# خیابان شمس تبریزی
خیابان شمس تبریزی، یکی از خیابان‌های تبریز است. این خیابان به صورت شرقی–غربی، میدان ۵ مرداد را به خیابان صدرالشعرا و سرباز شهید وصل می‌کند.

## پیشینه
تا قبل از سال ۱۳۲۵، محله دوه‌چی و سرخاب به وسیله چند گذر و کوچه به مرکز شهر ارتباط داشتند. از جملهٔ این گذرها می‌توان به کوچهٔ اسلامیه، حیدر تکیه‌سی، قوچ داشی، ملاباشی، گرو اوستی، سامان میدانی، شکلی به طرف صاحب‌الامر و گذر میرآقا اشاره کرد. از این رو، احداث خیابانی در این مسیر لازم به نظر می‌رسید.
در زمان حکومت خودمختار آذربایجان، به دستور پیشه‌وری، طرح احداث خیابانی مطرح شده و دستور ضرب‌الاجل این بود که از سه راهی محلهٔ دوه‌چی (ابتدای سرباز شهید) تا پل منجم باید خیابان در مدت پنج روز احداث شده به طوری که از بالای محله دوه‌چی، پل منجم و یکه توکانلار دیده شود. قرار گذاشته شد، شهردار وقت تبریز، عبادالله رحیمی این کار را انجام دهد که اگر کار پیشرفت نمی‌کرد، شهردار وقت مجازات می‌شد؛ بنابراین در مدت بسیار کمتری مسیر خیابان بازگشایی شده و در اول خیابان شمس تبریزی که گویا می‌خواستند به نام خیابان ستارخان یا خیابان ملت نامگذاری نمایند، کتیبه‌ای سنگی نصب شد که تاریخ احداث خیابان، سال ۱۳۲۵ و تاریخ تکمیل آن نیز سال ۱۳۲۸ نوشته شد.
در وسط مسیر احداث این خیابان، حمامی وجود داشت به نام «حمام حاج محمد باقر» که قرار بود، این حمام تخریب شود؛ ولی اهالی محل جمع شده به این کار شهرداری اعتراض کردند که اجازه نمی‌دهیم، تنها حمام محلهٔ ما خراب شود. پس از تخریب این حمام، در یکی از کوچه‌های محله دوه‌چی مشابه همان حمام ساخته شد. در سال ۱۳۲۸ که خیابان مزبور به بهره‌برداری رسید، نام شمس تبریزی را بر آن نهادند.